# Campeonato Ruso de Fórmula 3

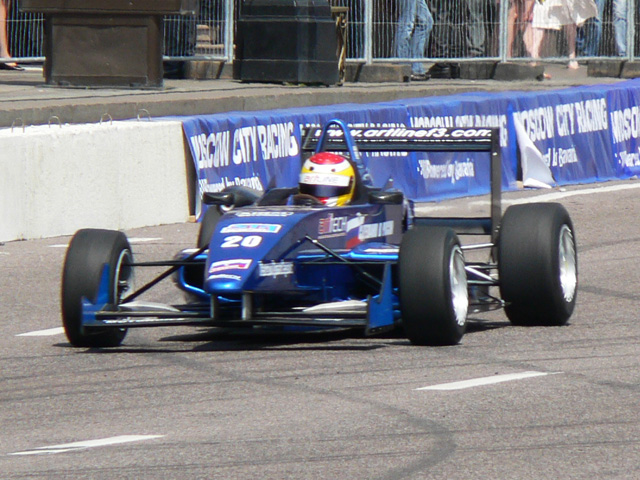
Ivan Samarin manejando un monoplaza del campeonato.

El Campeonato Ruso de Fórmula 3 fue una competición de Fórmula 3 disputada en Rusia. Se creó en 1997 pero finalizó en 2002, en 2008 se corrió una temporada más. En los años 1997 y 1998 se disputó la Copa Aspas que acompaña al certamen grande.

## Campeones
| Temporada | Campeonato        | Campeonato    | Campeonato           | Copa ASPAS        | Copa ASPAS    | Copa ASPAS    |
| Temporada | Piloto            | Coche         | Escudería            | Piloto            | Monoplaza     | Escudería     |
| --------- | ----------------- | ------------- | -------------------- | ----------------- | ------------- | ------------- |
| 2008      | Vladimir Semyonov | ArtTech F24   | ArtLine Engineering  | No se disputó     | No se disputó | No se disputó |
| 2007      | No se Disputó     | No se Disputó | No se Disputó        | No se disputó     | No se disputó | No se disputó |
| 2006      | No se Disputó     | No se Disputó | No se Disputó        | No se disputó     | No se disputó | No se disputó |
| 2005      | No se Disputó     | No se Disputó | No se Disputó        | No se disputó     | No se disputó | No se disputó |
| 2004      | No se Disputó     | No se Disputó | No se Disputó        | No se disputó     | No se disputó | No se disputó |
| 2003      | No se Disputó     | No se Disputó | No se Disputó        | No se disputó     | No se disputó | No se disputó |
| 2002      | Andrea Belicchi   | Dallara F399  | Lukoil Racing        | No se disputó     | No se disputó | No se disputó |
| 2001      | Maurizio Mediani  | Dallara F399  | ArtLine Engineering  | No se disputó     | No se disputó | No se disputó |
| 2000      | Alberto Pedemonte | Dallara F399  | Lukoil Racing        | No se disputó     | No se disputó | No se disputó |
| 1999      | Alberto Pedemonte | Dallara       | Lukoil Racing        | No se disputó     | No se disputó | No se disputó |
| 1998      | Viktor Kozankov   | Dallara       | West Canopus Castrol | Alberto Pedemonte | Dallara F397  | Lukoil Racing |
| 1997      | Viktor Kozankov   | Dallara       | West Canopus Castrol | Alberto Pedemonte | Dallara F397  | Lukoil Racing |